# Johann Heinrich Callenberg
Johann Heinrich Callenberg (* 12. Januar 1694 in Molschleben; † 16. Juli 1760 in Halle (Saale)) war Orientalist, Publizist und Theologe.

## Leben
Der Bauernsohn studierte nach seiner Gymnasialzeit in Gotha ab 1715 in Halle Philologie und Theologie. Dort erhielt er 1727 die außerordentliche, 1735 die ordentliche Professur für orientalische Sprachen und 1739 eine Professur für Theologie.
Aufgrund seines besonderen Interesses für die jüdische und islamische Mission gründete er auf Anregung von Johann Andreas Hochstetter und veranlasst durch August Hermann Francke 1728 das Institutum Judaicum et Muhammedicum, das 1792 mit den Franckeschen Stiftungen vereinigt wurde. Die Stiftung übersetzte die Bibel und erbauliche Schriften in orientalische Sprachen und ließ diese Übersetzungen in Eigendruck herstellen. Es wurden ca. 20 Missionare ausgebildet und die ersten zwei Missionare, Johann Georg Widmann und Johann Andreas Manitius (1707–1758), wurden im November 1730 ausgeschickt.
Er wurde auf dem halleschen Stadtgottesacker bestattet. Sein Grab befindet sich im Gruftbogen 73, Grabinschriften sind nicht mehr erhalten.

## Werke (Auswahl)
- Bericht an einige Christliche Freunde von einem Versuch Das arme Jüdische Volck zur Erkäntniß und Annehmung der Christlichen Wahrheit anzuleiten (nebst Fortsetzungen). Halle 1728–1734 (Digitalisat).
- Kurtze Anleitung zur jüdischteutschen Sprache ertheilet von Joh. Heinrich Callenberg. Halle 1733 (Digitalisiert von Leo Baeck Institut)
- Narratio Epistolica Ad Cott. Mathervm Theologum Anglicanum Ecclesiæ Et Academiæ Bostoniensis In America Directa. Halle 1735 (urn:nbn:de:gbv:9-g-3152086)
- Nachricht von einem Versuch, die verlassenen Mohammedaner zur heilsamen Erkenntnis Christi zu bringen. Halle 1739.
- Nachricht von geschehener Herausgebung des Neuen Testaments in indostanischer Sprache. Halle 1758.
- Schriften zur jiddischen Sprache. Hrsg. von Hans Peter Althaus. Elwert, Marburg 1966.